# 무등산
무등산(無等山)은 대한민국 광주광역시 및 전라남도 화순군 · 담양군에 걸쳐 있는 해발 1,187m의 호남정맥의 산이다. 1972년 5월 22일에 도립공원으로 지정되었으며, 2013년 3월 4일, 국립공원으로 지정되었다. 대한민국 21번째 국립공원이며 1988년 변산반도·월출산 이후 24년 만의 신규 지정이었다. 정상은 천왕봉이나 1966년 공군부대가 주둔해서 정상 부근이 군사시설 보호구역으로 통제되는 바람에 일반 등산객이 올라갈 수 있는 가장 높은 지점은 서석대(해발 1,100m)다.
천왕봉 남쪽의 지공너덜과 증심사 동쪽의 덕산너덜은 다른 산에서 볼 수 없는 경관을 연출하고 있다. 정상에서 바라보면 제주도에 있는 한라산과 경상남도 남해에 있는 거제도가 보인다.

## 이름
광주의 옛 이름인 무진주에 있는 산이라 하여 무진악 또는 무악이라 불렀고, 대개 큰 산이 그렇듯 무속과 연관하여 무덤산, 무당산이라고도 했다. 무등산은 대체로 바위가 아니라 흙으로 이루어진 산이지만, 정상 부근 서석대, 입석대, 규봉의 바위가 웅장하며 아름답다. 그래서 고려 시대에는 서석산이라고 불렀다. 불교 전래 후 부처가 세상 모든 중생과 견줄 수 없이 우뚝하다는 존칭으로 옛 이름과도 유사한 무등산(無等山)이라 부르게 되었다. 다만, 이는 같은 우리말 이름에 대한 한자표기를 바꾸어 해석을 달리했을 뿐으로, 원지명은 광주의 고유지명인 무들 또는 무돌에서 비롯한다. 따라서 무등산 주위를 순환하는 51.8km의 무돌길도 만들어졌다. 무진(武珍)에서 珍은 오늘날에는 한자음으로 진으로 읽으나, 과거에는 새김으로 읽어 들, 돌로 발음하였고, 무등(無等)또한 유사한 음차표기이다. 이두표기로 水入伊란 지명도 있어서 방증된다.

## 연혁
- 1972.05.22 무등산 도립공원 지정
- 1974.04.29 공원기본계획 고시(전남고시 제61호)
- 1987.09.01 무등산공원관리사무소 설치
- 1998.09.24 무등산 보존과 이용에 관한 종합계획 수립 실패
- 2001.12.07 공원기본계획 변경고시
- 2010.12.24 무등산 국립공원 승격지정 건의(광주광역시 → 환경부)
- 2012.12.31 무등산 국립공원 지정 결정고시(환경부고시 제2012-252호)
- 2013.01.16 ‘공원관리청의 직무위임·위탁에 관한 규정’ 개정 고시

(환경부 고시2013-4호)
- 2013.03.04 무등산국립공원사무소·동부사무소

## 경관
산의 정상에서 서쪽으로 돌아가면 수십길이 되는 북모양의 석조 수십 개가 울을 둘러막은 듯 서 있는데 이것은 서석대(瑞石臺)이다. 산허리 남쪽에는 입석대가 있고 동쪽으로 가면 수백 척 되는 세 개의 거석이 서 있는데 이것이 바로 삼존석(三尊石)이다.그 부근에는 송하, 광석, 풍혈, 장추, 청학, 송광, 능암, 법화, 설법, 은신 등 10개의 석대가 있는데, 그 중 광석, 풍혈은 강봉의 입석과 함께 절경으로 알려져 있다.
산의 동서 두편 사이에는 바위돌을 깎아 세워놓은 듯 솟아 있는 석벽이 있고, 그 석벽 가운데는 지공(指空) 너널이라는 천작의 석실이 있는데 옛날 지공과 뇌공(懶空)이라는 두 선사의 신비로운 전설을 간직하고 있는 곳이다. 또한 원효, 증심, 규봉의 세 절이 있는데 모두 신라의 고찰이며, 규봉암은 한국전쟁 당시 소실되었다. 임진왜란 당시의 조선의 명장이었고 또 정충(精忠)으로 알려진 충장공 김덕령 장군이 여기서 무예를 닦았고, 산중도처에 유적이 많다. 특히 장군의 여러 가지 기적을 남긴 주검바위가 가장 유명하다.
등산로인 옛길 1구간은 산수동오거리-(0.8km)-무등산 옛길 입구, 무등파크맨션 버스정류장-(0.7km)-잣고개-(0.1km)-동문지터-(1.7km)-청풍쉼터, 김삿갓 시비-(2.8km)-충장사-(1.7km)-원효봉 너덜겅-(0.9km)-무등산장, 원효사 일주문 구간이고, 옛길 2구간은 원효사-공원관리사무소-서석대에 이르는 구간이다. 무등파크맨션 앞의 좁은 골목길이 무등산 옛길 1구간의 입구이다. 웅장한 무등산 옛길의 시작점 치고는 아주 소박하고 조촐하다. 잣고개까지는 가파른 산길이다. 잣은 성(城)의 고어로, 잣고개에는 무진고성이 있다. 잣고개를 내려서면 동문지커가 나온다. 동문지터로 가려면 찻길 하나를 건넌다. 2구간 코스는 길이가 4.12km로, 오르는 데만 2시간 정도 걸린다. 공원관리사무소 뒷길로 들어서 주검동(쇠로 무기를 만들던 곳)과 충장공 유적지 옆을 지나 원효계곡 상류를 따라 군사작전도로와 만난다.
해발1,187m의 무등산 최고봉인 천왕봉 일대는 서석대·입석대·규봉 등 수직 절리상의 암석이 석책을 두른 듯 치솟아 장관을 이룬다. 또 마치 옥새 같다 하여 이름 붙여진 새인봉은 장불재에서 서쪽 능선상에 병풍같은 바위절벽으로 이뤄져 있으며 입석대, 서석대 등 주상절리대를 포함하여 산봉·기암·괴석 등 경관자원 61개소가 분포되어 있다. 또한 수달, 구렁이, 삵 등 멸종위기종 8종을 포함하여 총 2,296종이 서식하고 있으며 보물 2점 등 지정문화재 17점이 보유되어 있다.

## 도립공원과 국립공원 승격
1972년 5월 22일에 도립공원(전남고시 제85호)으로 지정되었다. 광주광역시와 전라남도 화순군 및 담양군에 위치하고 총 면적은 30.23km2이다. 2012년 12월 27일에는 국립공원으로 승격되었다. 지정 면적은 75.425km2이다. 단, 광주호 일대와 소쇄원을 비롯한 가사문화권 지역은 주민과 지방정부의 반대로 제외됐다.

## 천연기념물
무등산 주상절리대는 대한민국의 천연기념물 제 465호로 지정되어 보호하고 있다.

## 방송 송신 시설
| 디지털TV   |                           |            |                     |       |                   |
| 가상채널   | 방송국명                  | 호출부호   | 물리채널            | 출력  | 가시청권          |
| CH 6-1     | KBC DTV                   | HLDH-DTV   | CH 15               | 2.5㎾ | 광주, 전남 중북부 |
| CH 7-1     | KBS광주 DTV2              | HLAA-DTV   | CH 18               | 2.5㎾ | 광주, 전남 중북부 |
| CH 9-1     | KBS광주 DTV1              | HLKH-DTV   | CH 17               | 2.5㎾ | 광주, 전남 중북부 |
| CH 10-1    | EBS 1(지상파)             | HLQL-DTV   | CH 32               | 2.5㎾ | 광주, 전남 중북부 |
| CH 10-2    | EBS 2(지상파)             | HLQL-DTV   | CH 32               | 2.5㎾ | 광주, 전남 중북부 |
| CH 11-1    | 광주MBC DTV               | HLCN-DTV   | CH 14               | 2.5㎾ | 광주, 전남 중북부 |
| UHD        |                           |            |                     |       |                   |
| 가상채널   | 방송국명                  | 호출부호   | 물리채널            | 출력  | 가시청권          |
| CH 6-1     | KBC 광주방송 UHDTV        | HLDH-DTV   | CH 53               | 5㎾   | 광주, 전남 중북부 |
| CH 9-1     | KBS광주 DTV1              | HLSA-UHDTV | CH 56               | 5㎾   | 광주, 전남 중북부 |
| CH 9-1     | KBS광주 DTV1              | HLKH-UHDTV | CH 52               | 5㎾   | 광주, 전남 중북부 |
| CH 11-1    | 광주MBC DTV               | HLCN-UHDTV | CH 55               | 5㎾   | 광주, 전남 중북부 |
| FM 라디오  |                           |            |                     |       |                   |
| 채널       | 방송국명                  | 호출부호   |                     | 출력  | 가시청권          |
| 89.7MHz    | BBS광주불교방송           | HLDB-FM    |                     | 3㎾   | 광주, 목포 일부   |
| 90.5MHz    | KBS광주 제1라디오         | HLKH-SFM   |                     | 5㎾   | 광주, 목포 일부   |
| 91.5MHz    | 광주MBC FM4U              | HLCN-FM    |                     | 5㎾   | 광주, 목포 일부   |
| 92.3MHz    | KBS광주 음악FM            | HLKH-FM    |                     | 5㎾   | 광주, 목포 일부   |
| 93.1MHz    | 광주극동방송              | HLED-FM    |                     | 1㎾   | 광주, 목포 일부   |
| 93.9MHz    | 광주MBC 라디오            | HLCN-SFM   |                     | 5㎾   | 광주, 목포 일부   |
| 95.5MHz    | KBS광주 제2라디오(해피FM) | HLAA-SFM   |                     | 3㎾   | 광주, 목포 일부   |
| 96.5MHz    | 국방FM                    | HLSE-FM    |                     | 0.5㎾ | 광주, 목포 일부   |
| 97.3MHz    | TBN광주교통방송           | HLDM-FM    |                     | 3㎾   | 광주, 목포 일부   |
| 98.1MHz    | 광주CBS 음악FM            | HLEM-FM    |                     | 1㎾   | 광주, 목포 일부   |
| 98.7MHz    | GFN광주영어방송           | HLSY-FM    |                     | 1㎾   | 광주, 목포 일부   |
| 99.3MHz    | 광주국악방송              | HLEG-FM    |                     | 1㎾   | 광주, 목포 일부   |
| 99.9MHz    | CPBC광주가톨릭평화방송    | HLDL-FM    |                     | 3㎾   | 광주, 목포 일부   |
| 101.1MHz   | KBC MyFM                  | HLDH-FM    |                     | 5㎾   | 광주, 목포 일부   |
| 103.1MHz   | 광주CBS 라디오            | HLCL-FM    |                     | 5㎾   | 광주, 목포 일부   |
| 105.3MHz   | EBS FM                    | HLQL-FM    |                     | 3㎾   | 광주, 목포 일부   |
| 107.9MHz   | wbs광주원음방송           | HLQN-FM    |                     | 1㎾   | 광주, 목포 일부   |
| 지상파 DMB |                           |            |                     |       |                   |
| 방송국명   | 채널목록                  | 호출부호   | 채널(주파수)        | 출력  | 가시청권          |
| Honam MBC  | myMBC TV                  | HLCN-TDMB  | CH 8-A (181.280MHz) | 2㎾   | 광주, 전남 중북부 |
| U-KBS      | KBS STAR                  | HLKH-TDMB  | CH 8-B (183.008MHz) | 2㎾   | 광주, 전남 중북부 |
| U-KBS      | HD KBS STAR               | HLKH-TDMB  | CH 8-B (183.008MHz) | 2㎾   | 광주, 전남 중북부 |
| U-KBS      | KBS HEART                 | HLKH-TDMB  | CH 8-B (183.008MHz) | 2㎾   | 광주, 전남 중북부 |
| U-KBS      | KBS MUSIC                 | HLKH-TDMB  | CH 8-B (183.008MHz) | 2㎾   | 광주, 전남 중북부 |
| KBC u      | KBC-SBSu                  | HLDH-TDMB  | CH 8-C (184.736MHz) | 2㎾   | 광주, 전남 중북부 |
| KBC u      | JTV-mYTN                  | HLDH-TDMB  | CH 8-C (184.736MHz) | 2㎾   | 광주, 전남 중북부 |

## 정상 개방
2011년 5월 14일에 1966년 군부대 주둔 이후 45년 만에 무등산 정상 부근인 인왕봉과 지왕봉이 개방되었다. 정상인 천왕봉은 방공시설이 설치되어 있어서 개방되지 않았다. 장불재에서 군부대의 보안사항을 들은 뒤 신분 확인(신분증 지참)을 받고 부대를 출입할 수 있다.
2011년에는 연 2회(5월, 10월), 2012년에는 연 4회(4월, 7월, 10월, 11월) 개방되었다.

## 같이 보기
- 한국의 산
- 증심사
- 원효사

## 참고 자료
- 박선홍, 《무등산》(전남매일출판국, 1976)